# Samy Mmaee
Samy Mmaee (en árabe: سامى ماي‎; Halle, Bélgica, 8 de septiembre de 1996) es un futbolista marroquí. Juega de defensa y su equipo es el Qarabağ F. K. de la Liga Premier de Azerbaiyán. Es internacional absoluto por la selección de Marruecos desde 2020.

## Trayectoria
Mmaee debutó profesionalmente en el Standard de Lieja el 25 de julio de 2014 ante el Charleroi en la Primera División de Bélgica.
Fichó por el Ferencváros de la NB I de Hungría en 2021.

## Selección nacional
Nació en Bélgica de padre camerunés y madre marroquí. Fue internacional en categorías inferiores por Bélgica.
Debutó con la selección de Marruecos el 9 de octubre de 2020 en la victoria por 3-1 sobre Senegal en un encuentro amistoso.

### Participaciones en Copa Africana de Naciones
| Copa                           | Sede    | Resultado        |
| ------------------------------ | ------- | ---------------- |
| Copa Africana de Naciones 2021 | Camerún | Cuartos de final |

## Clubes
| Club                      | País         | Año           |
| ------------------------- | ------------ | ------------- |
| Standard de Lieja         | Bélgica      | 2014-2018     |
| MVV Maastricht (préstamo) | Países Bajos | 2017-2018     |
| Sint-Truidense            | Bélgica      | 2018-2021     |
| Ferencváros T. C.         | Hungría      | 2021-2024     |
| G. N. K. Dinamo Zagreb    | Croacia      | 2024-presente |
| Qarabağ F. K. (cedido)    | Azerbaiyán   | 2025-presente |

## Palmarés

### Títulos nacionales
| Título              | Club              | País    | Año     |
| ------------------- | ----------------- | ------- | ------- |
| Copa de Bélgica     | Standard de Lieja | Bélgica | 2015-16 |
| Nemzeti Bajnokság I | Ferencváros T. C. | Hungría | 2020-21 |
| Nemzeti Bajnokság I | Ferencváros T. C. | Hungría | 2021-22 |
| Copa de Hungría     | Ferencváros T. C. | Hungría | 2021-22 |
| Nemzeti Bajnokság I | Ferencváros T. C. | Hungría | 2022-23 |
| Nemzeti Bajnokság I | Ferencváros T. C. | Hungría | 2023-24 |

## Vida personal
Su hermano Ryan Mmaee también es futbolista e internacional marroquí.